# Академічний одяг

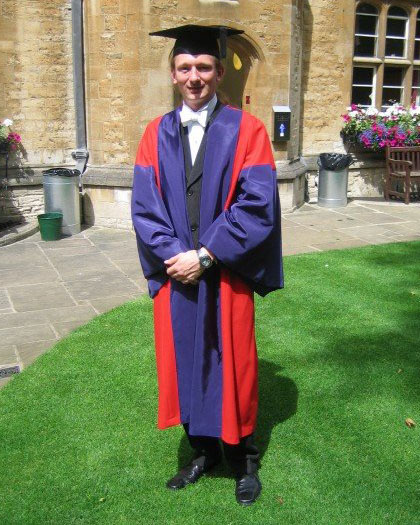
Доктор філософії Оксфордського університету в академічному одязі.

Академі́чний о́дяг — це традиційна форма одягу для академічних установ, головним чином вищої (та іноді середньої) освіти, яку носять переважно ті, хто здобув університетський ступінь (або подібний) або має статус, який дає їм право носити його (наприклад, студенти деяких старих університетів).
У наш час його зазвичай можна побачити лише на випускних церемоніях, але раніше академічний одяг носили щодня. Нині комплекти певним чином відрізняються від кожного навчального закладу і зазвичай складаються з мантії з окремим капюшоном і головного убору (як правило, квадратної академічної шапки). Академічний одяг також використовується як офіційний одяг в деяких наукових товариствах і установах.

## Огляд та історія

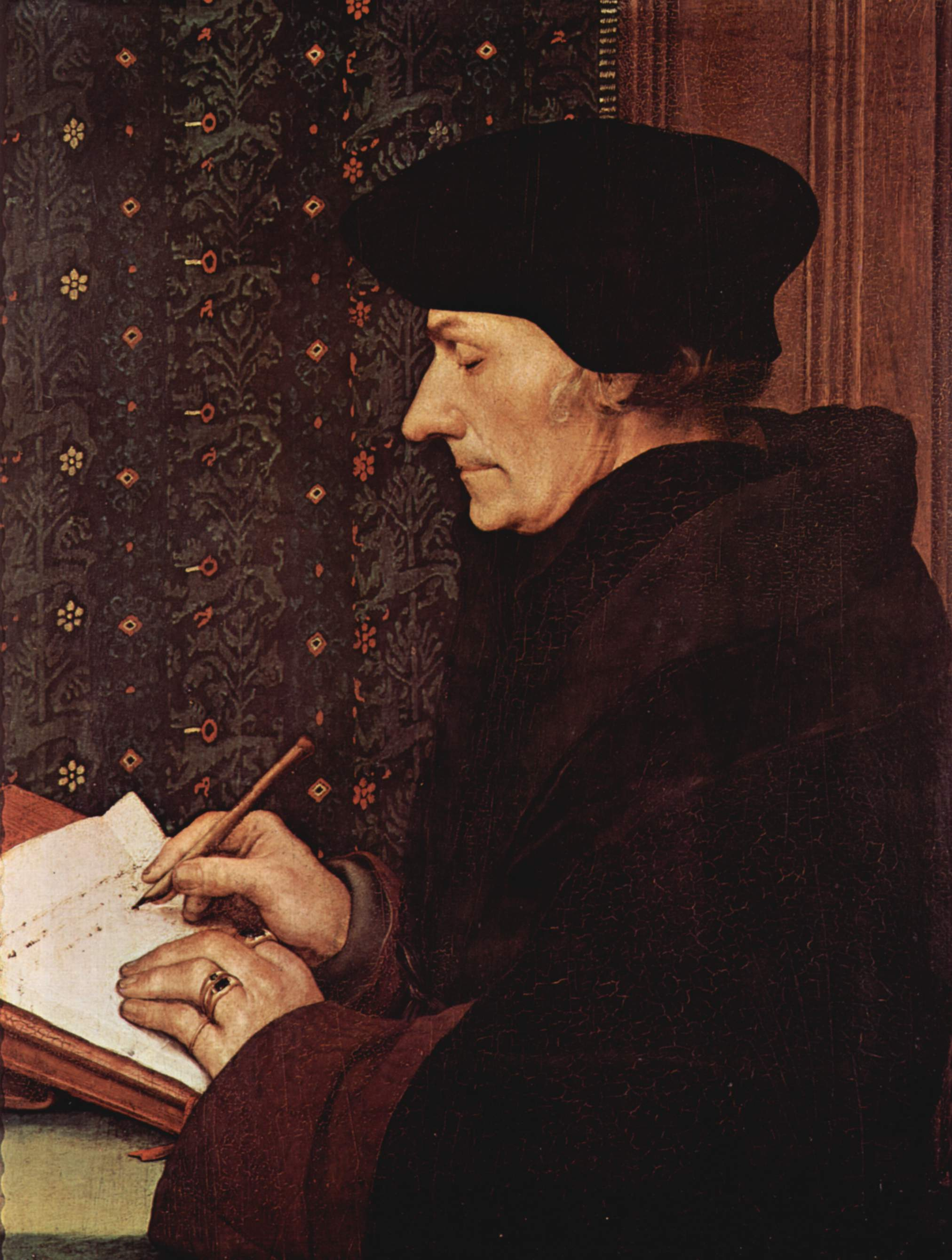
Еразм Роттердамський у функціональній теплій академічній мантії, підбитій хутром

Академічний одяг, який зустрічається в більшості університетів Співдружності Націй і США, походить від Оксфордського та Кембриджського університетів, які, в свою чергу, продувжували традиції академічного та духовного одягу середньовічних університетів Європи. Цей верхній одяг мав практичну мету зігріти вченого або студента, коли він сидів нерухомо під час занять.
Під мантією найчастіше носять звичайний формальний одяг (наприклад, темний костюм з білою сорочкою та краваткою або ділову жіночу сукню). У деяких старих університетах, зокрема в Оксфорді та Кембриджі, є встановлений комплект одягу, який потрібно носити під сукнею. Хоча деякі університети спокійно ставляться до того, що люди одягають під мантією, все ж вважається поганим тоном бути в повсякденному одязі під час випускних церемоній, і деякі університети можуть заборонити випускникам приєднуватися до процесії чи самої церемонії, якщо вони вдягнуті неналежним чином. У країнах Співдружності Націй мантії носять відкритими, тоді як у США, за кількома винятками, стало звичним, що мантії закриваються спереду, як це було в оригінальному академічному одязі.

### Подальше читання
- American Council on Education staff (1997). American Universities and Colleges, 15th Edition. Walter de Gruyter, Inc. ISBN 0-275-98745-0
- Belting, Natalia Maree (1956), The History of Caps and Gowns, New York: Collegiate Cap & Gown Co. via Internet Archive
- Franklyn, C.A.H. (1970), Academical Dress from the Middle Ages to the Present Day Including Lambeth Degrees. Lewes: WE Baxter.
- Haycraft, F.W. (1948), 4th ed. rev. Stringer, E.W Scobie, The Degrees and Hoods of the World's Universities and Colleges. Cheshunt Press.
- Rashdall, H. (1895, 1936), The Universities of Europe in the Middle Ages. Oxford: Clarendon Press.
- Rogers, F.R.S., Franklyn, C.A.H., Shaw, G.W., Boyd, H.A. (1972), The Degrees and Hoods of the World's Universities and Colleges. Lewes: WE Baxter.
- Smith, H.H., Sheard, K. (1970), Academic Dress and Insignia of the World. Cape Town: A.A. Balkema.
- Wood, T.W. (1882), The Degrees, Gowns and Hoods of the British, Colonial, Indian and American Universities and Colleges. London: Thomas Pratt & Sons.